# Resolutie 78 Veiligheidsraad Verenigde Naties
Resolutie 78 van de Veiligheidsraad van de Verenigde Naties uit oktober 1949 werd aangenomen met negen voorstemmen, geen tegenstemmen en twee onthoudingen van Oekraïne en de Sovjet-Unie.

## Achtergrond
De Commissie voor Conventionele Bewapening was door de Veiligheidsraad opgericht met de taak voorstellen uit te werken rond de controle op wapens en ontwapening.

## Inhoud
De Veiligheidsraad had de voorstellen van de Commissie voor Conventionele Bewapening over de uitvoering van resolutie 192 van de Algemene Vergadering ontvangen en bestudeerd. De secretaris-generaal werd gevraagd deze voorstellen en de discussies hierover in de Veiligheidsraad en de Commissie door te sturen naar de Algemene Vergadering.

## Verwante resoluties
- Resolutie 77 Veiligheidsraad Verenigde Naties stuurde het tweede rapport van de commissie door naar de Algemene Vergadering.
- Resolutie 79 Veiligheidsraad Verenigde Naties stuurde resolutie 300 van de Algemene Vergadering door naar de Commissie.
- Resolutie 97 Veiligheidsraad Verenigde Naties hief de Commissie voor Conventionele Bewapening op.

Lijst ·  67 ·  68 ·  69 ·  70 ·  71 ·  72 ·  73 ·  74 ·  75 ·  76 ·  77 ·  78